# Гайнутдинов, Олег Инсафович
Олег Инсафович Гайнутдинов (19 августа 1949, г. Ишимбай, Башкирская АССР) — советский учёный, изобретатель, преподаватель высшей школы. Руководитель научно-исследовательских работ, выполнявшихся в направлении совершенствования учебного процесса, а также в интересах ОКБ, НИИ и предприятий авиационной промышленности. доктор технических наук (1993), профессор (1993), заслуженный работник высшей школы РФ (2007). С 1997 г. по 2009 г. — начальник кафедры физики Тамбовского ВВАИУРЭ (ВИ).

## Образование
• Выпускник школы № 1
• Окончил Челябинский политехнический институт (1972).
• Кандидатскую (1980) и докторскую (1992) диссертации защитил в ВВИА им. профессора Н.Е. Жуковского.

## Направления научных исследований
в педагогике — проблемы образования в военных учебных заведениях и применение инновационных технологий при обучении физике;
в технике — методология анализа и формирования гироскопического взаимодействия в аэроупругой колебательной системе с целью улучшения эксплуатационных характеристик самолетов.

## Педагогическая деятельность
Подготовил восемь кандидатов и докторов технических наук.

## Награды
Награждён нагрудными знаками «Изобретатель СССР», «Заслуженный работник высшей школы РФ», медалями «200 лет Министерству обороны», «За трудовую доблесть».